# Har Dalton
Har Dalton (hebrejsky: הר דלתון) je hora o nadmořské výšce 874 metrů v Izraeli, v Horní Galileji.
Nachází se 1 kilometr severovýchodně od vesnice Dalton a cca 6 kilometrů severně od Safedu. Má podobu nevelkého, jen zčásti zalesněného masivu, podél jehož jižní strany se táhne údolí vádí Nachal Dalton, do něhož z jižních svahů hory stéká vádí Nachal Evjatar. Na severní straně je hranicí hluboký kaňon vádí Nachal Chacor. Z tohoto masivu vystupuje několik menších vrcholků. Kromě Har Dalton je to Har Cadok (833 metrů nad mořem) a Har Evjatar (826 metrů nad mořem).
Na vrcholku se nacházejí stavební pozůstatky pohřebních jeskyň a cisteren na vodu, které bývají někdy identifikovány jako raně středověká židovská vesnice Dalton respektive Dalata, která je zmiňována v káhirské genize. Podle židovské tradice je tu pohřben učenec Jose ha-Gelili. Z vrcholku se nabízí kruhový výhled na region Horní Galileje. V roce 2006 proběhl na svazích Har Dalton záchranný archeologický výzkum kvůli budování antény mobilního operátora. V nejhlubší vrstvě tu byly odhaleny zbytky římského a byzantského osídlení.